# 崔浩恩
崔浩恩（2002年10月1日—）為臺灣男子籃球運動員，場上位置為控球後衛。崔浩恩畢業於大安國中與晨曦基督教學院（Sunrise Christian Academy），2022年7月20日以一年合約、亞外球員身份加盟B聯賽豐田合成蠍子，但為了保留NCAA就學資格所以不會支薪。2022年11月30日，豐田合成蠍子宣布在11月29日解除與崔浩恩的合約。

## 外部連結
- 崔浩恩的Facebook專頁
- 崔浩恩的Instagram帳戶
- 崔浩恩的X（前Twitter）
- 崔浩恩在Eurobasket.com（球員）（英语）
- 崔浩恩在RealGM（英语）